# Pierre-Nicolas Beauvallet
Pierre-Nicolas Beauvallet (Le Havre, em 21 de junho de 1750 - Paris, em 15 de abril de 1818) foi um escultor, desenhista e gravador francês.
Mudou-se para Paris em 1765, indo estudar com Augustin Pajou. Depois de uma formação junto a este mestre, viajou à Itália, e retornando à França executou um baixo-relevo que lhe valeu a admiração de seus colegas e diversas encomendas. Entre 1784 e 1785 realizou baixos-relevos no castelo de Compiègne e ingressou na Academia Real em 1789. Simpatizante da Revolução Francesa, criou bustos de vários de seus protagonistas, entre eles Marat, Mirabeau e La Fayette.
Em 1793 foi indicado administrador de obras públicas da Comuna de Paris. Foi recebido no Clube dos Jacobinos em 7 de julho de 1794, após realizar um busto de Guilherme Tell, feito por solicitação de David. Por seu envolvimento com a Revolução e seu ardor republicano foi preso durante um breve período. Depois, passou a trabalhar na restauração de esculturas medievais e renascentistas para o Museu dos Monumentos Franceses, de Alexander Lenoir. Durante o Primeiro Império francês recebeu diversas encomendas estatais, e realizou baixos-relevos para a coluna de La Grand Armée (1806-1810), na Praça Vendôme, em Paris.

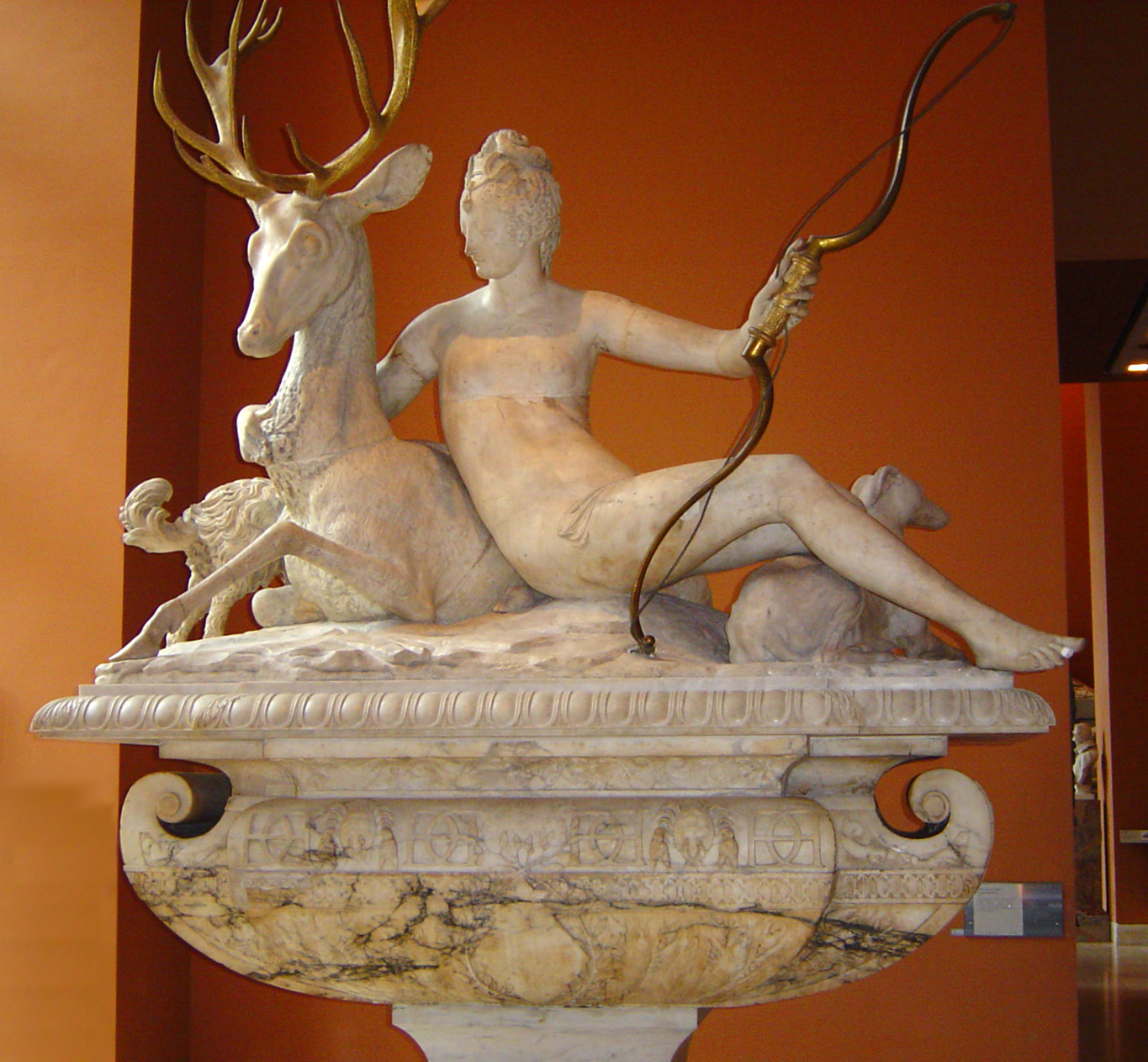
La Fontaine de Diane, restaurada por Beauvallet.

## Principais trabalhos
- As Batalhas de Alexandre, Palácio de Compiègne, 1874-75
- Estátua de Sully, fachada do Palácio Bourbon, Paris
- A Liberdade sobre as ruínas da Bastilha, 1793
- Suzane no banho, Louvre, Paris, 1813
- Hygieia, deusa da saúde que cuida de Marte, o deus da guerra
- Força guiada pela razão traz paz e comércio
- Paz homenageando a Liberdade desde o início dos fatos de seus benefícios
- Tirania derrubada, 1800